# 徳島市教育委員会
徳島市教育委員会（とくしましきょういくいいんかい）は、徳島県徳島市幸町に拠点を置く、徳島市の組織。徳島市内の教育に関連した調査などを行う行政委員会である。

## 概要
組織は総務課、学校教育課（徳島市青少年育成補導センター）、徳島市教育研究所、社会教育課（徳島市立図書館）、スポーツ振興課。教育委員会会議の開催のほか、いじめへの対策として意識調査を実施、さらに学校の合併や新設などを行っている。
教育委員会の人事や学校備品の管理、学校施設の建設・保全などに関する業務を行っており、教育委員会の会議、人事、給与、予算の調整、学校備品・施設の管理・整備、学校施設や教育委員会関係施設の建設・保全などの業務がある。 

## 組織
- 総務課
- 学校教育課
  - 徳島市青少年育成補導センター
- 徳島市教育研究所（1949年（昭和24年）5月22日創設）
- 社会教育課
  - 徳島市立図書館
- スポーツ振興課
  - 徳島市スポーツ推進委員会

## 所在地
徳島市教育委員会総務課
- 〒770-8571 徳島県徳島市幸町2-5（徳島市役所11階）